# You and Me (Joan Franka-dal)
A You and Me (magyarul: Te és én) egy folk-pop country dal, amely Hollandiát képviselte a 2012-es Eurovíziós Dalfesztiválon. A dal a 2012. február 26-án rendezett holland nemzeti döntőben vett részt, ahol a nézői szavazatok alakították ki a végeredményt, és a dal az első helyen végzett a hatfős döntőben. A dalt a holland Joan Franka adta elő angolul.
Az Eurovíziós Dalfesztiválon a dalt a május 24-én rendezett második elődöntőben adták elő, a fellépési sorrendben harmadikként, a macedón Kaliopi Crno i belo című dala után és a máltai Kurt Calleja This Is the Night című dala előtt. Az elődöntőben 35 ponttal a tizenötödik helyen végzett, így nem jutott tovább a döntőbe.
A következő holland induló Anouk volt Birds című dalával a 2013-as Eurovíziós Dalfesztiválon.

## Külső hivatkozások
- Dalszöveg
- YouTube videó: A You and Me című dal előadása a holland nemzeti döntőben
- Weboldal Joan Franka, Songfestival Videóklipek